# St. Crucis (Neunheilingen)

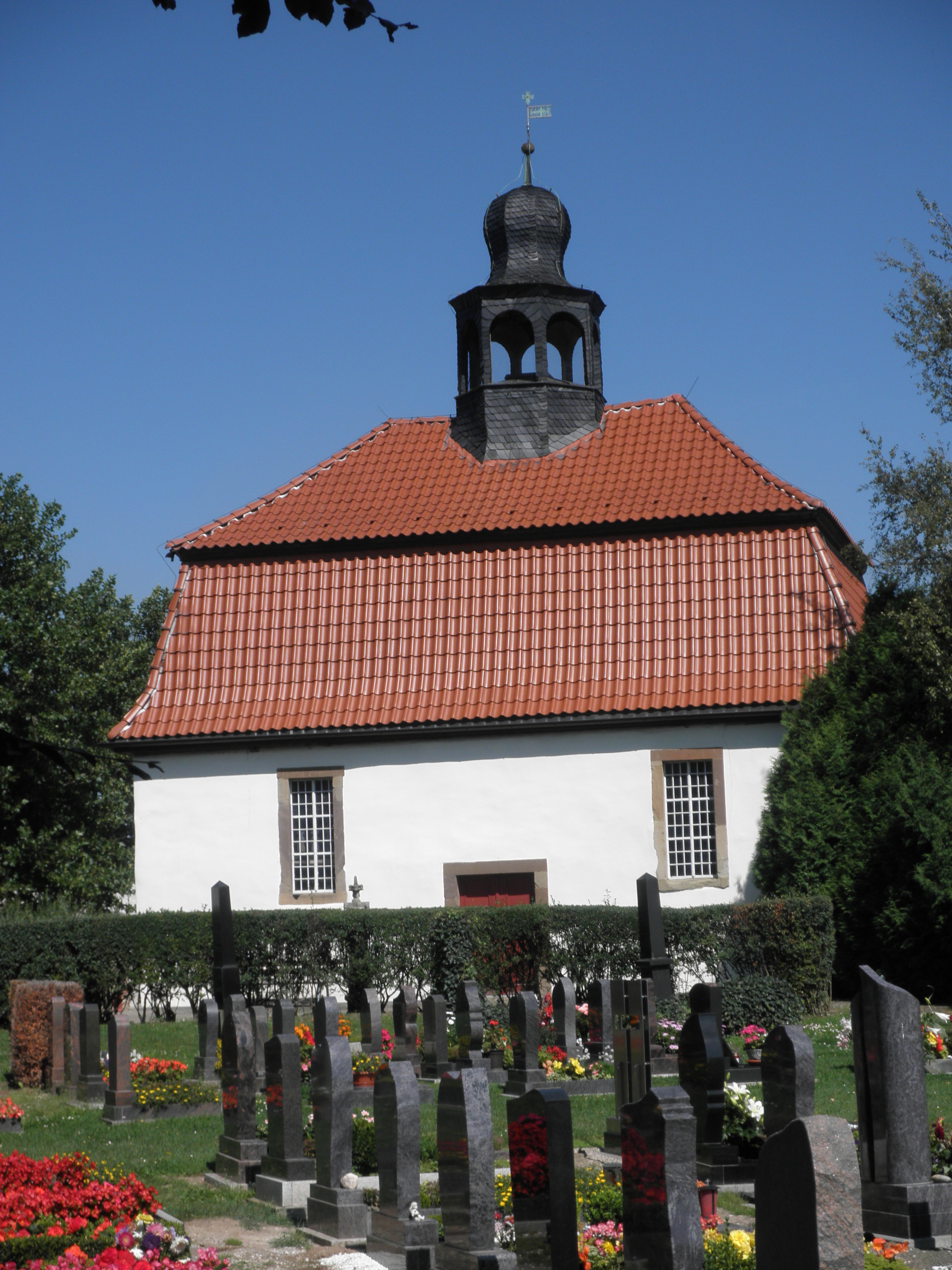
St. Crucis

Die denkmalgeschützte Kapelle St. Crucis steht auf dem Friedhof von Neunheilingen, einem Ortsteil der Stadt und Landgemeinde Nottertal-Heilinger Höhen im Unstrut-Hainich-Kreis in Thüringen.

## Beschreibung
Die Saalkirche ist mit einem Mansarddach bedeckt, aus dem sich ein schiefergedeckter Dachreiter erhebt. Der Innenraum ist mit einem hölzernen Tonnengewölbe überspannt. Der Kanzelaltar und das hölzerne Taufbecken sind aus der Erbauungszeit. Das Portal an der Nordseite trägt die Bezeichnung 1712. Es wird flankiert von gotischen Steinkreuzen. Ihr ursprünglicher Standort ist unbekannt. Bis 1932 befanden sie sich an der Ostseite der Kapelle.